# 1852 en arts plastiques
| Années des arts plastiques : 1849 - 1850 - 1851 - 1852 - 1853 - 1854 - 1855    |
| Décennies des arts plastiques : 1820 - 1830 - 1840 - 1850 - 1860 - 1870 - 1880 |

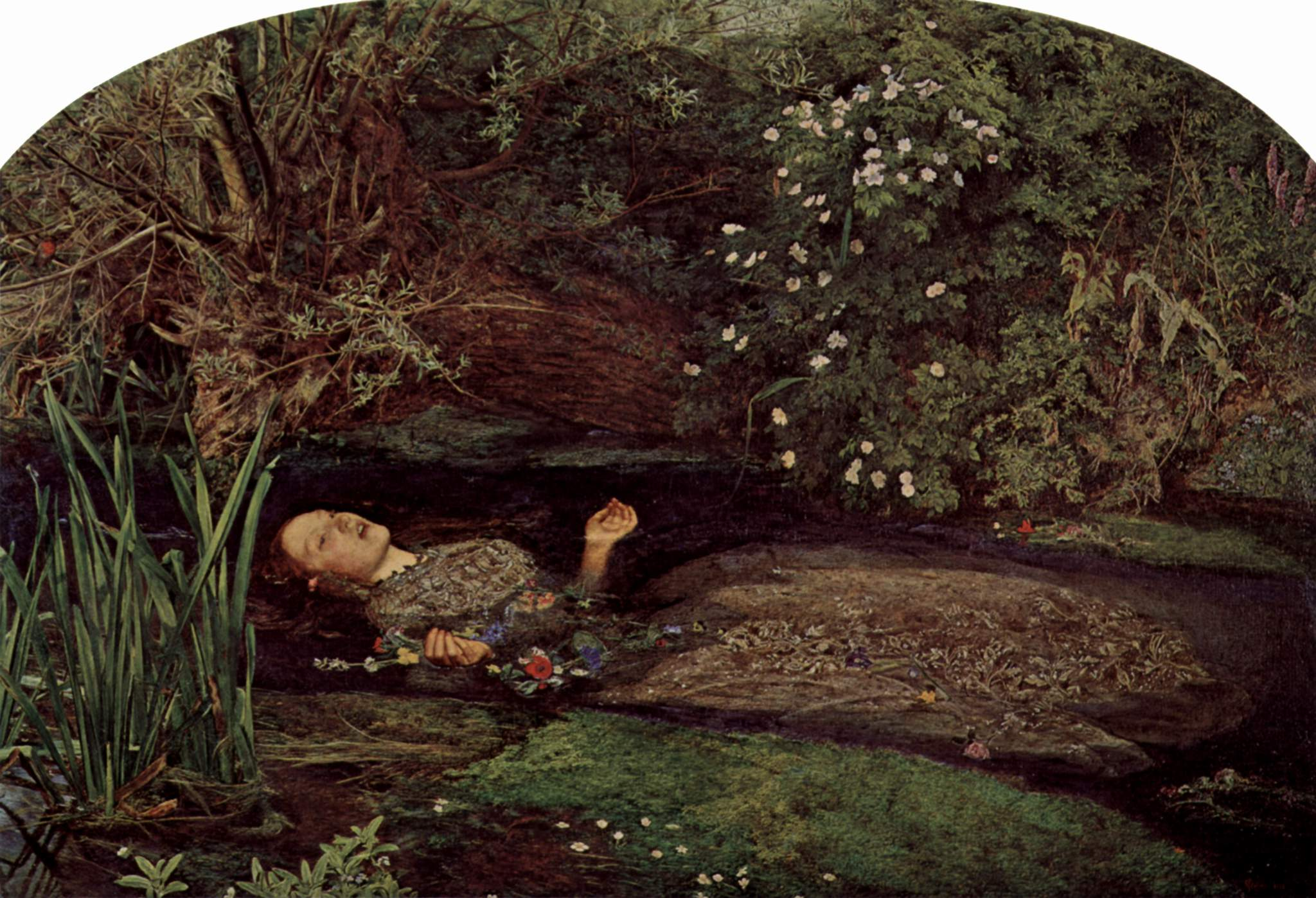
Ophélie, toile de John Everett Millais.

Cette page concerne l'année 1852 en arts plastiques.

## Naissances
- 3 janvier : Gustave Krabansky, peintre français († 24 septembre 1902),
- 7 janvier : Pascal Dagnan-Bouveret, peintre français († 3 juillet 1929),
- 13 janvier : Herman Johannes van der Weele, peintre néerlandais († 2 décembre 1930),
- 14 janvier : Jef Lambeaux, sculpteur belge († 5 juin 1908),
- 17 janvier : Louis Béroud, peintre français († 9 octobre 1930),
- 31 janvier : Paul Tavernier, peintre français († 1943),
- 4 février : Paulin Bertrand, peintre et sculpteur français († 27 mars 1940),
- 14 mars : Albert Nikolaïevitch Benois, aquarelliste russe († 16 mai 1936),
- 30 mars : Laure Brouardel, peintre française († 31 décembre 1935),
- 6 avril : Giuseppe Costa, peintre italien († 9 février 1912),
- 11 avril : Leon Wyczółkowski, peintre et illustrateur polonais († 27 décembre 1936),
- 12 avril : Petar Ubavkić, sculpteur et peintre serbe († 28 juin 1910),
- 14 avril : Jacob Meyer de Haan, peintre néerlandais († 1895),
- 23 avril : Jules Contant, peintre français († 10 novembre 1920),
- 1er mai: Egidio Coppola, peintre italien († 1928),
- 18 mai :
  - Julius Adam, peintre animalier et lithographe allemand († 23 février 1913),
  - Gustave Courtois, peintre français († 25 novembre 1923),
- 30 mai : Luigi Conconi, peintre italien († 23 janvier 1917),
- 12 juillet : Frédéric Dufaux, peintre suisse († 2 juillet 1943),
- 13 juillet : Paul Paulin, peintre, sculpteur et médailleur français († 22 octobre 1937),
- 21 juillet : Sophie Schaeppi, peintre suisse († 18 février 1921),
- 23 juillet : Aimé Uriot, peintre art nouveau français († 13 avril 1923),
- 24 juillet : Leonardo Fea, explorateur, zoologiste et peintre italien († 27 avril 1903),
- 26 juillet : Pietro Aldi, peintre académique italien († 18 mai 1888),
- 7 août : Alexandre Nozal, peintre français († 4 février 1929),
- 13 août : Christian Krohg, peintre, illustrateur, écrivain et journaliste norvégien († 16 octobre 1925),
- 26 août : Ulisse Ribustini, peintre italien († 1944),
- 27 août : Maurice Hagemans, peintre belge († 2 novembre 1917),
- 31 août :
  - Henri-Émile Lefort, graveur français († 24 octobre 1937),
  - Gaetano Previati, peintre italien († 21 juin 1920),
- 10 septembre : Henri Gervex, peintre et pastelliste français († 6 juin 1929),
- 20 septembre : Albert Dawant, peintre et illustrateur français († 18 avril 1923),
- 26 septembre : Alphonse Stengelin, peintre, graveur aquafortiste et lithographe français († 12 mars 1938),
- 29 septembre : Étienne Dujardin-Beaumetz, peintre et homme politique français († 27 septembre 1913),
- 3 octobre : Kyriak Kostandi, peintre réaliste russe († 31 octobre 1921),
- 9 octobre : Marie-Félix Hippolyte-Lucas, peintre français († 17 avril 1925),
- 11 octobre :
  - Marie Ernestine Lavieille, peintre française († 12 novembre 1937),
  - Francis Tattegrain, peintre français († 1er janvier 1915),
- 26 octobre : Eugène Buland, peintre français († 1926),
- 14 novembre : Antonio Mancini, peintre italien († 28 décembre 1930),
- 18 novembre :
  - Mikoláš Aleš, aquarelliste, dessinateur et illustrateur austro-hongrois († 10 juillet 1913),
  - Seweryn Bieszczad, peintre polonais († 17 juin 1923),
- 22 novembre : Marie Adrien Lavieille, peintre française († 13 mars 1911),
- 25 novembre : Jean Laronze, peintre français († 12 février 1937),
- 27 novembre : Jeanne Rongier, peintre française († 19 janvier 1929),
- 2 décembre : Alfred Arthur Brunel-Neuville, peintre de genre français († 5 février 1941),
- 25 décembre : Lionel Royer, peintre français († 30 juin 1926),
- ? :
  - Tadeusz Ajdukiewicz, peintre polonais († 9 janvier 1916),
  - Jean-Baptiste Degreef, peintre belge († 19 décembre 1894),
  - Gioacchino Pagliei, peintre italien  († 23 août 1896),
  - Eugène Pospolitaki, peintre russe († vers 1915),
  - Charles Wislin, peintre français († 1932).

## Décès
- 7 janvier : Martin Verstappen, peintre paysagiste belge (° 7 août 1773),
- 28 janvier : Johann Friedrich Helmsdorf, peintre et graveur allemand (° 1er septembre 1783),
- 23 février : Giuseppe Patania, peintre italien (° 18 janvier 1780),
- 2 mars : Alexis Valbrun, peintre français (° 3 juillet 1803),
- 7 mars : Toussaint-François Node-Véran, peintre français (° 1er novembre 1773),
- 9 mars : Giacomo Conca, peintre italien (° 6 février 1787),
- 23 mars : Eugène-Ferdinand Buttura, peintre français (° 12 février 1812),
- 4 juin : James Pradier (Jean-Jacques Pradier), sculpteur et peintre français d'origine suisse (° 23 mai 1790),
- 23 juin : Karl Brioullov, peintre russe (° 23 décembre 1799),
- 4 août : Tony Johannot, graveur, illustrateur et peintre français (° 9 novembre 1803),
- 14 août : Eberhard Wächter, peintre allemand (° février 1762),
- 17 octobre : Henri de Caisne ou Decaisne, peintre belge (° 27 janvier 1799),
- octobre : Thomas Fairland, graveur, lithographe et portraitiste britannique (° 1804),
- 18 décembre : Horatio Greenough, sculpteur américain (° 6 septembre 1805),
- 26 novembre : Pavel Fedotov, peintre et dessinateur russe (° 4 juillet 1815),
- 27 décembre : Pierre-François de Wailly, peintre français (° 1775),
- ? :
  - Jean-Sébastien Rouillard, peintre français (° 1789),
  - Charles-Louis Schuler, peintre, graveur et dessinateur français (° 1782),
  - Gioacchino Serangeli, peintre italien (° 1768).